# Damiano Zenoni
Damiano Zenoni (Trescore Balneario, Italia, 23 de abril de 1977) es un exfutbolista italiano. Se desempeñaba en la posición de defensa.

## Selección nacional
Fue internacional con la selección de fútbol de Italia en 1 ocasión. Debutó el 15 de noviembre de 2000, en un encuentro amistoso ante la selección de Inglaterra que finalizó con marcador de 1-0 a favor de los italianos.

## Clubes
| Club              | País   | Año       |
| ----------------- | ------ | --------- |
| Atalanta B. C.    | Italia | 1994-1996 |
| A. C. Pistoiese   | Italia | 1996-1997 |
| F. C. Alzano      | Italia | 1997-1998 |
| Atalanta B. C.    | Italia | 1998-2005 |
| Udinese Calcio    | Italia | 2005-2007 |
| Parma F. C.       | Italia | 2007-2010 |
| Piacenza Calcio   | Italia | 2011      |
| Grumellese Calcio | Italia | 2011-2014 |